# حرف خماسي الوريقات
الحُرْف الخماسي الوريقات نوع نباتي يتبع جنس الحُرْف من الفصيلة الصليبية.